# АР1
Автомотриса АР1 — чотиривісна пасажирська дводизельна автомотриса з гідромеханічною передачею.
За технічними вимогами, розробленими ВНДІЗТом, Ризький вагонобудівний завод (РВЗ) в 1967—1968 рр. спроектував чотиривісну приміську автомотрису для пасажирських перевезень на лініях з невеликими пасажиропотоками (до 400—600 осіб на добу). На початку 1969 року завод виготовив дві автомотриси серії АР1, кузови й візки яких були уніфіковані з відповідними вузлами дизель-поїздів серії ДР1.

## Конструкція

### Силова установка
Кожна автомотриса мала по два машинних відділення. У кожному відділенні був встановлений V-подібний 4-тактний 8-циліндровий дизель ЯМЗ-238 автомобільного типу потужністю 240 к. с. Вал дизеля з'єднувався з гідромеханічною передачею ГМП-240.

### Трансмісія
Від гідромеханічної передачі крутний момент за допомогою карданного валу і зубчастого редуктора передавався внутрішній колісній парі візка. Автомотриса мала дві рушійні і дві підтримуючі колісні пари пари.
Гідромеханічна передача давала змогу мати два ступені швидкості.

### Додаткові дані
Компресор, гідронасос і генератор приводилися в роботу від дизеля, через гідромеханічну передачу.
На автомотриси АР1-02 як експеримент було встановлено обладнання для автоматичного керування дизелями і гідропередачами.

## Випробування і подальша доля автомотрис
У серпні — вересень 1969 року автомотриси проходили обкатку під наглядом працівників РВЗ на дистанції Даугавпілс — Крустпілс (Прибалтійська залізниця). Пробіг кожної автомотриси на цій дистанції склав близько 5000 км.
У травні 1970 автомотриси були передані в депо Тернопіль (Львівська залізниця) для перевезення пасажирів на дистанціях Тернопіль — Красне, Тернопіль — Чортків і Тернопіль — Бережани. Тут проводилися дослідні поїздки з хронометражем режимів роботи.
Результати експлуатаційних випробувань автомотрис розглядалися 9 грудня 1971 на комісії локомотивного господарства Науково-технічної ради МШС. Було прийнято рішення повернути автомотриси на завод для усунення виявлених недоліків. Вимагалося підвищити надійність роботи гідропередач, поліпшити доступ до них при обслуговуванні та ремонті, а також забезпечити пожежобезпечність. Однак замість цього автомотриси були спрямовані на Жовтневу залізницю для перевезення робітників ПМС в Решетниково і Рябово. У пасажирському русі ці автомотриси більше не брали участь. Обидві автомотриси до теперішнього часу списані; АР1-02 розрізана на металобрухт. Перша машина, найімовірніше, також не збереглася.